# Aartsbisdom Wellington
Het aartsbisdom Wellington, is een rooms-katholiek aartsbisdom in Wellington op het Noordereiland van Nieuw-Zeeland. De aartsbisschop was van 2005 tot 2023 John Dew. Hij werd in 2023 opgevolgd door Paul Martin.